# Санта Елизабета
Са̀нта Елизабѐта (на италиански: Santa Elisabetta; на сицилиански: a Sabbetta, а Сабета) е малко градче и община в Южна Италия, провинция Агридженто, автономен регион и остров Сицилия. Разположено е на 457 m надморска височина. Населението на общината е 2769 души (към 2010 г.).